# Quint Vari Sever Híbrida
Quint Vari Sever Híbrida (llatí: Quintus Varius Severus Hybrida) va ser un magistrat romà del segle i aC, nadiu de Sucro al País Valencià. Portava l'agnomen Híbrida per ser de pare romà i mare hispana.
Ciceró l'anomena Vastus homo adque foedus (home bast i groller), però va obtenir un poder considerable gràcies a la seva eloqüència. Va ser elegit tribú de la plebs l'any 90 aC i va proposar una lex de majestatis que volia castigar els que havien instigat als aliats romans a revoltar-se, i va tenir el suport dels equites contra el tribú Marc Livi Drus, però els senadors que temien que els judicis quedessin en mans dels equites, s'hi van oposar, i altres tribuns van vetar la llei. Els equites van agafar les armes i van imposar la llei. Luci Calpurni Bèstia i Gai Aureli Cota van marxar exiliats voluntàriament i altres distingits ciutadans van ser condemnats. Fins i tot el princeps senatus, Marc Emili Escaure, de 72 anys, va ser acusat, però l'acusació es va haver de retirar. A l'any següent Vari va ser condemnat per l'assassinat de Drus i Metel, en virtut de la seva pròpia llei i executat.